# Amadeus Serafini
Amadeus Serafini (Californië, 7 juli 1990) is een Amerikaans acteur. Hij speelde in diverse films en series, waaronder Smiley Face Killers, Hidden Strike en Scream.

## Filmografie

### Film
- 2013: Smoke, als Vernon
- 2018: Summer Days, Summer Nights, als Terry
- 2020: Smiley Face Killers, als Gabriel
- 2023: Hidden Strike, als Henry Van Horne
- 2024: Final Heist, als Carl
- 2024: Wallbanger, als Simon
- 2024: The Painted, als Iver Franco

### Televisie
- 2015-2016: Scream, als Kieran Wilcox
- 2018: Impulse, als Josh
- 2022: Silence, als Stavo

### Webseries
- 2014: Oh La La, Hollywood Speaks French!, als Theo / Lulu
- 2016: Scream: If I Die, als Kieran Wilcox